# Christlicher Hebraismus
Als christlichen Hebraismus bezeichnet man den Rückgriff christlicher Bibel-Exegeten auf den hebräischen Urtext des Alten Testaments zur Klärung von Fragen des Textverständnisses und der Interpretation der Heiligen Schrift.
Bereits Hieronymus hatte die semitischen Sprachen systematisch gelernt, um eine zuverlässige Bibelübersetzung erstellen zu können.
Erst unter dem Einfluss des Konzepts der tres linguae sacrae im Mittelalter begannen Exegeten jedoch in größerem Umfang, entweder jüdische Thora-Experten zu konsultieren oder selbst Hebräisch zu lernen. Insbesondere die Schule von Saint-Victor in Paris scheint hebräische Texte besonders genau untersucht zu haben. Zu den christlichen Hebraisten im mittelalterlichen Deutschland zählten Heinrich von Langenstein, Stephan Bodecker, Petrus Nigri (* um 1435, † um 1483; Peter Schwartz) und Konrad Summenhart. Aus dem französischen Sprachraum ist der Lexikograph Robert Estienne zu nennen.
In Florenz gründete der Dominikaner Girolamo Savonarola am Kloster San Marco in Florenz eine Sprachschule, aus der einige bedeutende Hebraisten hervorgingen: Santi Pagnini (ca. 1470–ca. 1536), der zahlreiche Lehrbücher und Lexika verfasste, und Sante Marmochino († 1548), der 1538 die philologisch akribisch erarbeitete „Bibbia nuovamente tradotta dalla hebraica verità in lingua thoscana“ veröffentlichte. Weitere bedeutende Hebraisten des Dominikanerordens waren Agostino Giustinani († 1536), der ab 1518 an der Pariser Universität Hebräisch und Arabisch unterrichtete, und Sixtus von Siena (1520–1569).
Seit der Reformation wurde das Studium der hebräischen Sprache und des Judentums hauptsächlich von Protestanten betrieben. Nach Johannes Reuchlin gehören Sebastian Münster und Konrad Pelikan zu den Autoritäten auf diesem Gebiet. Schließlich wurden an den theologischen Fakultäten auch Professuren für hebräische Sprache und Exegese des Alten Testaments eingerichtet.